# The Baseballs
The Baseballs est un groupe de rockabilly allemand, originaire de Berlin. Ils se font connaître grâce à des reprises de chansons modernes très connues en les jouant dans un style rockabilly (mélange de pianissimo et de pizzicati)  des années 1950. Umbrella de Rihanna et Hot N Cold de Katy Perry sont leurs titres phares qui leur ont fait connaître le succès en Allemagne, Finlande, Autriche, France  et en Suisse. Umbrella est d'ailleurs choisie comme générique de l'émission Le Bureau des Plaintes diffusée sur France 2.

## Biographie

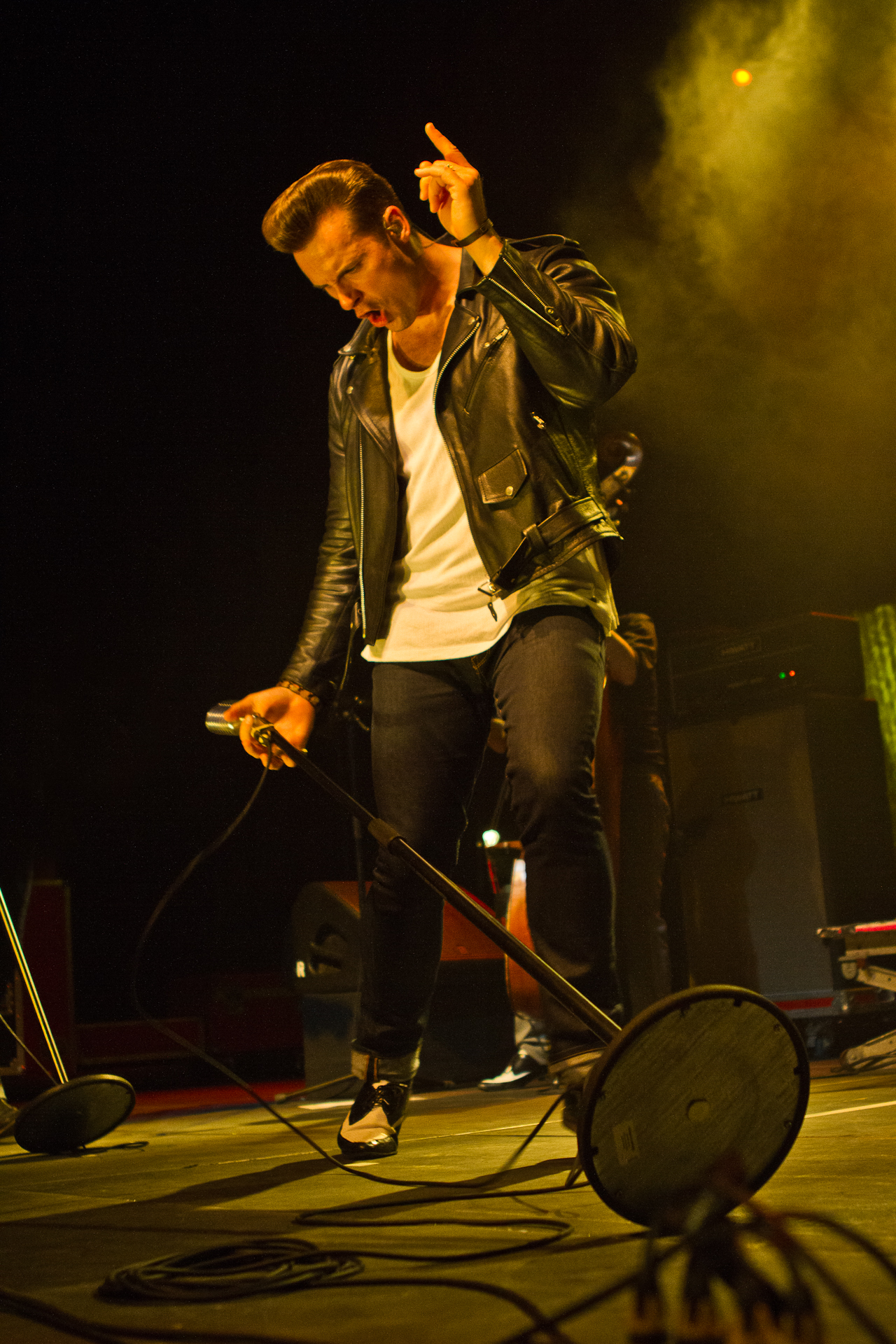
The Baseballs, E-Werk Köln.

Le groupe est formé en 2007 à Berlin. Les trois membres du groupe, Sam (de Reutlingen), Digger (de Rheine à Munsterland) et Basti (de Magdebourg), se rencontrent dans la cuisine commune d'un complexe de répétition à Berlin et forment le groupe après quelques répétitions. Lors de leurs performances et en studio, les trois chanteurs sont soutenus par leurs quatre musiciens (piano, guitare, batterie, contrebasse).
Après quelques premiers enregistrements en studio à la fin de l'été 2007, ils signent un contrat avec le label Warner Music Germany en octobre 2008. Le premier album, Strike, est produit par l’équipe de producteurs berlinoise JMC Music. Le 1er mai 2009, leur premier single Umbrella, une reprise du morceau numéro 1 de Rihanna, atteint les charts allemands. L'album, sorti à la mi-mai, grimpe à la sixième place en Allemagne et atteint même la deuxième place du hit-parade en Suisse. Outre les pays germanophones, ils connaissent également beaucoup de succès dans les autres pays européens. En Finlande, Umbrella et l’album atteignent tous deux la première place des classements respectifs début novembre. Le single est certifié disque de platine en Finlande la même année. Également en Suède et en Norvège, leur album atteint la première place des charts en janvier et février 2010,. En plus du triple disque de platine en Finlande, ils atteignent également atteint le disque de platine en Suisse, en Suède et en Norvège. 
Le 29 janvier 2010, ils participent au talk-show norvégien-suédois Skavlan. Le 13 mars 2014, The Baseballs participent au vote préliminaire du Concours Eurovision de la chanson avec Mo Hotta Mo Betta et Goodbye Peggy Sue. Cependant, ils ne passent pas le premier tour.

## Membres

### Membres actuels
- Sam (Sven Budja) - chant
- Basti (Sebastian Raetzel) - chant

### Musiciens live
- Lars Vegas - guitare
- Klaas Wendling - contrebasse
- Jan Miserre - piano
- Tomas Svensson - batterie

Ancien membre 
Digger (Rüdiger Brans) - chant

## Discographie

### Singles
- 2009 : Umbrella
- 2009 : Hot N Cold
- 2009 : Bleeding Love